# Arachis diogoi
Arachis diogoi es una especie de planta floral del género Arachis, categorizada en la tribu Dalbergieae, de la subfamilia Faboideae.

## Distribución
Especie nativa de América del Sur: Brasil, Bolivia y Paraguay. Crece en el bioma tropical.

## Taxonomía
Fue descrita por Hoehne.
Tratamiento taxonómico
La especie aparece registrada y publicada en Relat. Commiss. Linhas Telegr. Estratég. Matto Grosso Amazonas 5(8): 71 (1919).